# سانتي هيريرو
سانتي هيريرو (بالإسبانية: Santiago Herrero Amor)‏ هو لاعب كرة قدم إسباني، ولد في 27 مارس 1971 في سرقسطة في إسبانيا. شارك مع منتخب إسبانيا لكرة الصالات.